# 織姫Lite
織姫Lite（おりひめライト）は日本IBMが販売していたパーソナルコンピュータ向けのワープロソフトである。
1994年5月に同社のワープロソフト「DOS文書プログラム」の後継として「織姫」とその簡易版「織姫Lite」が発表された。同年12月に織姫Liteは発売されたものの、フル機能版の「織姫」は完成せず未発売に終わった。

## 概要
織姫Liteは日本IBMが、GUI環境であるMicrosoft WindowsおよびOS/2 用に日本市場向けに開発したワープロソフトで、DOS版の「DOS文書プログラム」の後継としてDOS文書プログラムのファイル形式を読み込むことができた。1994年にVer1.0のWindows版が、翌年春にOS/2版が発売。1996年に出たVer1.1はハイブリッドパッケージとなっており、Windows版とOS/2版が同じCD-ROMに同梱された。
競合製品である当時のワープロソフトと比較した場合の特徴として、大きなページを表示している際の画面移動が、通常の縦横スクロールだけでなく、専用の半透明のウィンドウでのドラッグで斜め方向にも簡単にできた。また、ディスプレイが表示する画面と印刷される大きさを一致させるためにインストール時に定規を要求したり、文書の中に音声を埋め込むことが出来るなど、先進的な機能を持っていたが、発売当時の平均的なPCの演算能力では動作が極めて重いという欠点があった。
ワープロソフトはMicrosoft Officeなどのオフィススイート製品の寡占が進み、また1995年にはIBMによるロータス買収によりIBMの標準オフィススイート製品がLotus SmartSuite（日本での名称はロータス・スーパーオフィス）に一本化されたため1998年には販売を終了した。